# 15ミニッツ・ウォー
『15ミニッツ・ウォー』（フィフティーン・ミニッツ・ウォー、L'Intervention）は、2018年のフランス・ベルギーのアクション映画。
監督はフレッド・グリヴォワ、出演はアルバン・ルノワールとオルガ・キュリレンコなど。
1976年、当時フランスの植民地だったジブチで発生したバスジャック事件と、それを鎮圧すべく決行された、「奇跡の人質救出」とも称された伝説的な作戦の一部始終を描く。PG-12指定。

## キャスト
括弧内は日本語吹き替え。
- アンドレ・ジェルヴァル大尉: アルバン・ルノワール（フランス語版）（土田大） - GIGNの狙撃班リーダー。
- ジェーン・アンダーセン: オルガ・キュリレンコ（佐古真弓） - アメリカ人女性教師。
- バーカッド: ケヴィン・レイン（フランス語版）（竹田雅則） - 犯人グループのリーダー。
- ファヴラール将軍: ヴァンサン・ペレーズ（綿貫竜之介） - 現場の指揮官。
- ミシェル・サンピエリ: ジョジアーヌ・バラスコ（今泉葉子） - ジェルヴァルの上司。
- ジョルジュ・カンペール: ミカエル・アビブル（フランス語版）（大泊貴揮[5]） - ジェルヴァルの部下。マザコンのムードメーカー。
- ピエール・カズヌーヴ中尉: セバスティアン・ララン（フランス語版） - ジェルヴァルの部下で右腕。
- ジャン＝リュック・ララン: ギヨーム・ラベ - ジェルヴァルの部下。クールで無口。実は3人の子持ち。
- パトリス・ロルカ: ダヴィッド・ミュルジア（フランス語版） - ジェルヴァルの部下。恋人へのプロポーズ準備中。
- フィリップ・シェファー: ベン・キューラ（英語版） - 米国から内密に派遣されて来た軍事顧問/CIA。

## ストーリー
1976年、当時フランス最後の植民地だったジブチで、軍関係者の子女を乗せたスクールバスが、独立派武装組織のメンバーに乗っ取られる事件が発生する。一味は隣国ソマリアとの間の中立地帯にバスを乗り入れて停車、バスの運転手だけを解放して、投獄されている同志の即時解放とフランスからの独立を要求し、応じない場合は人質を殺すと通告してくる。
フランス政府内務省は対策として、国家憲兵隊所属の特殊部隊を現地へ派遣することを決定、ジェルヴァル大尉をリーダーとする、5人のスナイパーが集められる。拉致された子女の中にアメリカ人が含まれるため、軍事顧問と称してCIA局員が同行する。
ジェルヴァル大尉は5人のスナイパーが同時に発射して武装組織のメンバー5人を一瞬で排除するという前代未聞の作戦を立案するが、現場の状況を理解しようとしない内務省のトップと、内務省の指示を遵守しようとする現地憲兵隊の司令官によって、実行を阻まれ続ける。
そんな中、拉致された子女の教師であるジェーンが、フランス軍憲兵の制止を振り切り、乗っ取られたバスに単身で乗り込んでいく。
ジェルヴァル大尉は危険を冒して、スクールバスの偵察を行ない、狙撃地点を割り出す。
一方、ソマリア側に数十人規模の治安部隊が集結し、ソ連の軍事顧問が指揮を執っている様子が見られる。
ジェーンは武装組織のメンバーと交渉して、怪我の治療を要する一人の子どもを連れてジブチ側に戻ってくる。ジェルヴァル大尉は、子どもたちにバスの座席で頭を低くさせておくよう、ジェーンに依頼する。ジェーンは子どもを眠らせるための睡眠薬入りの水を携えてバスに戻る。
内務省の許可が下りないまま、交渉は時間切れが近づく。ジェルヴァル大尉は独断で作戦を実行する。武装組織のメンバーは一回の狙撃で排除できたが、発砲したことをきっかけに、ソマリア軍部隊とフランスの憲兵隊の銃撃戦が起きてしまう。バスの人質はフランス軍憲兵隊のトラックによって救出される。CIAのシェファーが加わったジェルヴァル大尉の小隊は、中立地帯で応戦してソマリアの部隊を一掃するが、バスには犠牲者が一人残されていた。
現地憲兵隊の司令官は作戦は成功したと言うが、一人の犠牲者と、大量の死傷者を出したことが、ジェルヴァル大尉には納得がいかない。ジェーンがジェルヴァル大尉とメンバーに礼を言い、隊は帰国の途に着く。

## 作品の評価
アロシネによれば、フランスの12のメディアによる評価の平均点は5点満点中2.8点となっている。
Rotten Tomatoesによれば、7件の評論のうち高評価は43%にあたる3件で、平均点は10点満点中6.50点となっている。
Metacriticによれば、4件の評論の全てが賛否混在で、平均点は100点満点中44点となっている。